# Eutolmus
Eutolmus is een vliegengeslacht uit de familie van de roofvliegen (Asilidae).

## Soorten
- E. albicapillus Janssens, 1968
- E. annulatus Becker, 1923
- E. apiculatus (Loew, 1848)
- E. brevistylus (Coquillett, 1898)
- E. bureschi Hradský & Moucha, 1964
- E. calopus (Loew, 1848)
- E. fascialis (Loew, 1848)
- E. graecus Loew, 1871
- E. haematoscelis (Gerstaecker, 1862)
- E. implacidus Loew, 1871
- E. koreanus Hradský & Hüttinger, 1985
- E. lavcievi Jelesova, 1974
- E. leucacanthus Loew, 1871
- E. lusitanicus Loew, 1854
- E. maximus Hradský & Geller-Grimm, 1998
- E. mediocris Becker, 1923
- E. montanus Lehr, 1984
- E. mordax (Loew, 1848)

- E. niger Hradský & Hüttinger, 1985
- E. ohirai Hradský & Hüttinger, 1985
- E. palestinensis Theodor, 1980
- E. parricida (Loew, 1848)
- E. pecinensis Lehr, 1984
- E. polypogon (Loew, 1848)
- E. rufibarbis

Roodbaardroofvlieg (Meigen, 1820)
- E. sedakoffii Loew, 1854
- E. stratiotes (Gerstaecker, 1862)
- E. taiwanensis Hradský & Hüttinger, 1985
- E. tolmeroides (Bromley, 1928)
- E. wahisi Tomasovic, 2001
- E. znoikoi Richter, 1963